# Triuridàcies

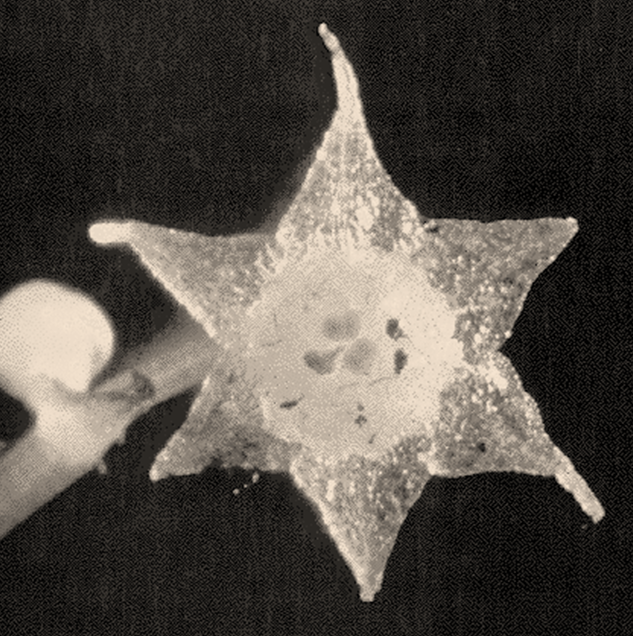
Flor de Lacandonia schismatica

Triuridaceae és una família d'angiospermes tropical i subtropical). Tots els seus membres no tenen clorofil·la i són micoheterotrofs (obtenen l'aliment digerint fongs intracel·lulars).

## Gèneres
- Kihansia Cheek
- Kupea Cheek & S.A.Williams
- Lacandonia E.Martínez & Ramos
- Peltophyllum Gardner (syn. Hexuris Miers)
- Sciaphila Blume (syn. Hyalisma Champion)
- Seychellaria Hemsl.
- Soridium Miers
- Triuridopsis H.Maas & Maas
- Triuris Miers